# Beech Bend
Koordinaten: 37° 1′ 27″ N, 86° 23′ 43″ W
Beech Bend ist ein US-amerikanischer Freizeitpark im Bundesstaat Kentucky, der 1898 eröffnet wurde. Zu dem Freizeitpark gehören außerdem eine Rennstrecke und ein Campingplatz.

## Liste der existierenden Achterbahnen
| Name             | Typ                                  | Hersteller                   | Eröffnungsjahr | Weblinks |
| ---------------- | ------------------------------------ | ---------------------------- | -------------- | -------- |
| Kentucky Rumbler | Holzachterbahn                       | Great Coasters International | 2006           |          |
| Spinning Out     | Spinning Coaster, Familienachterbahn | SBF Visa Group               | 2016           |          |
| Wild Mouse       | Spinning Coaster, Wilde Maus         | Zamperla                     | 2005           |          |

## Ehemalige Achterbahnen
| Name         | Typ                              | Hersteller                | Eröffnungsjahr    | Schließungsjahr | Bemerkungen | Weblinks |
| ------------ | -------------------------------- | ------------------------- | ----------------- | --------------- | --- | -------- |
| Dragon       | Familienachterbahn               | Wisdom Rides              | 2005 oder früher  | 2015            | Fuhr danach von 2016 bis 2020 als Dragon Coaster in In The Game Funtrackers. |          |
| Jet Star     | Stahlachterbahn ohne Inversionen | Schwarzkopf GmbH          | zw. 1968 und 1972 | 1984            | Fuhr danach in 1985 und 1986 als Jet Star in Noble Park Funland, von 1987 bis 1995 als Starchaser in Kentucky Kingdom, von 1996 bis 1998 als Nightmare At Phantom Cave in Six Flags Darien Lake und von 1999 bis 2006 als Nightmare at Crack Axle Canyon in Six Flags Great Escape. In den letzten drei Parks wurde sie als Dunkelachterbahn betrieben. |          |
| Looping Star | Stahlachterbahn mit Inversion    | Pinfari                   | 2001              | 2009            | Bevor sie nach Beech Bend kam, wurde sie auf Volksfesten betrieben. Nachdem die Bahn in Beech Bend geschlossen wurde, wurde sie zunächst im Jahr 2011 als Looping Star in Sauble Beach Fun World (Kanada) betrieben, bevor sie 2015 in Keansburg Amusement Park eröffnet wurde, wo sie seitdem als Looping Star ihre Runden dreht.                      |          |
| Wild Mouse   | Wilde Maus, Hybrid Coaster       | B. A. Schiff & Associates | 1958              | unbekannt       | Die Bahn wurde ursprünglich 1957 auf der Kentucky State Fair eröffnet. Nach der Schließung in Beech Bend kam die Bahn mehrfach nach Casino Pier. |          |